# Ernst von Frisch
Ernst von Frisch (* 1. September 1878 in Wien; † 17. Juli 1950 in Salzburg) war ein österreichischer Bibliothekar.

## Leben
Frisch war der dritte von vier Söhnen des Chirurgen und Urologen Anton Ritter von Frisch und seiner Frau Marie, geborene Exner. Sein jüngerer Bruder Karl von Frisch erhielt 1973 den Nobelpreis für Physiologie.
Frisch besuchte das Wiener Schottengymnasium und studierte anschließend Geschichte und historische Hilfswissenschaften in Wien. Ab 1899 war er in der Corpsverbindung Symposion aktiv, später war er einer der Begründer des Salzburger Corpsphilister-Verbands. Nach der Promotion 1903 entschied sich von Frisch für die Bibliothekslaufbahn. Im selben Jahr begann er als Praktikant an der Studienbibliothek Salzburg. 1905 setzte er die Ausbildung in der Administrativen Bibliothek des Innenministeriums fort, 1906 wurde er dann Bibliothekar in der Reichsratsbibliothek, der heutigen Parlamentsbibliothek in Wien. Da er kriegsuntauglich war, leistete er im Ersten Weltkrieg verschiedene Kriegshilfsdienste. 1915 heiratete er Elisabeth Krause, die beiden hatten eine Tochter, Galatea. Da seine Frau an einer unheilbaren psychischen Krankheit litt, ließ von Frisch sich 1940 von ihr scheiden und heiratete 1941 in zweiter Ehe Margarete Wunderlich.
1919 übernahm von Frisch die Leitung der Studienbibliothek Salzburg. 1928 erlangte er den Titel eines Oberstaatsbibliothekars und damit den damals höchsten Rang seines Berufsstandes. Von Frisch erschloss in der Studienbibliothek den Bestand an Handschriften, Graphiken und Frühdrucken. Unter seiner Leitung gestaltete die Bibliothek auch das kulturelle Leben Salzburgs durch Ausstellungen, Vorträge und eigene Publikationen aktiv mit.
In seiner Amtszeit kam 1932 die ca. 12.000 Bände umfassende Privatbibliothek des Schriftstellers Hermann Bahr in die Bibliothek. Die Privatbibliothek von Stefan Zweig, der die Bibliothek eifrig genutzt hatte, so lange er in Salzburg wohnte, wollte Frisch jedoch nicht übernehmen, da er gehört hatte, dass Antiquare und Privatsammler schon die besten Stücke aus der Bibliothek herausgenommen hatten. Mit seiner deutsch-nationalen Gesinnung stand er dem Nationalsozialismus nicht eben ablehnend gegenüber. Den „Anschluss Österreichs“ 1938 befürwortete er beispielsweise uneingeschränkt, NSDAP-Mitglied war er hingegen nicht. Nach den Nürnberger Rassengesetzen war Frisch, ebenso wie seine drei Brüder, „Mischling zweiten Grades“, da sie eine jüdische Großmutter hatten, die jedoch getauft worden war. Frisch gelang es, seine Entlassung aus diesem Grund zu vermeiden, während seine Brüder zum Teil größere Schwierigkeiten hatten.
1946 schied Frisch aus dem Bibliotheksdienst aus, zu diesem Anlass wurde ihm der Titel Hofrat verliehen.

## Schriften (Auswahl)
- Chronik von Brunnwinkel. Kainz, Wien 1906.
- Der Übergang vom Lehendienst zum Solddienst in Österreich. Ein Beitrag zur Heeresgeschichte des 14. Jahrhunderts. Selbstverlag, Wien 1907.
- Kulturgeschichtliche Bilder vom Abersee. Ein Beitrag zur salzburgischen Landeskunde. Hölder, Wien 1910.
- Geschichte der Brunnwinklmühle 1615–1882, Selbstverlag, Wien 1918.
- Zur Geschichte der russischen Feldzüge im siebenjährigen Kriege: nach den Aufzeichnungen und Beobachtungen der dem russischen Hauptquartier zugeteilten österreichischen Offiziere, vornehmlich in den Kriegsjahren 1757–1758. Winter, Heidelberg 1919 (Heidelberger Abhandlungen zur mittleren und neueren Geschichte; 52).
- (Bearb.): Christoph Mathias Fernberger von Egenberg: Unfreiwillige Reise um die Welt 1621–1628. Brockhaus, Leipzig 1928 (Alte Reisen und Abenteuer; 22).
- (Hg.): Die Salzburger Studienbibliothek. Geschichtlicher Überblick und Katalog zur Ausstellung von Werken aus dem Gebiete der Philologie, der Geographie und Geschichte ... anläßlich der 57. Versammlung deutscher Philologen und Schulmänner in Salzburg. Kiesel, Salzburg 1929.
- Das Stammbuch der Thennen von Salzburg. Eine Bilderchronik des 16. Jahrhunderts. Diepenbroick-Grüter & Schulz, Hamburg 1935 (Historische Bildkunde; 4).
- Wolf Dietrich von Salzburg im Lichte seiner Kunstsammlung. Bindenschild-Verlag, Wien 1947 (Der Bindenschild; 5).
- Mittelalterliche Buchmalerei. Kleinodien aus Salzburg. Mirabell, Wien 1949.